# 趙正善
趙正善（韓語：조정선，1970年－），韓國電視劇編劇。

## 作品

### 電視劇
- 2001年：KBS《學校4》
- 2007年：KBS《媳婦的全盛時代》
- 2009年：KBS《松藥局的兒子們》
- 2011年：KBS《相信愛》
- 2013年：SBS《結婚的女神》
- 2015年：SBS《我的心一閃一閃》
- 2016年：MBC《爸爸，我來伺候你》
- 2019年：KBS《我世上最漂亮的女兒》
- 2023年：KBS《孝心的家各自為生》

## 獲獎
- 2009年：KBS演技大賞－作家賞（《松藥局的兒子們》）
- 2019年：韓國電視劇節 - 作家獎（《我世上最漂亮的女兒》）

## 外部連結
- NAVER搜索